# Winston Rekert
Winston Rekert est un acteur canadien, né le 10 juillet 1949 à Vancouver en Colombie-Britannique (Canada) et mort le 14 septembre 2012 dans la même ville.

## Biographie
Il meurt d'un cancer le 14 septembre 2012, à l'âge de 63 ans.

## Filmographie

### Cinéma
- 1981 : Au-delà de cette limite votre ticket n'est plus valable (Your Ticket Is No Longer Valid) de George Kaczender : Antonio Montoya
- 1985 : Agnès de Dieu (Agnes of God) de Norman Jewison : Détective Langevin
- 1985 : The Blue Man de George Mihalka : Paul Sharpe
- 2000 : Murder at the Cannes Film Festival de Harvey Frost : Reed Halverson
- 2008 : L'Art de la guerre 2 (The Art of War II: The Betrayal) (DTV) de Josef Rusnak : révérend Tim

### Télévision
- 1985 : Droïdes : Les Aventures de R2-D2 et C-3PO : Sise Fromm, Mungo Baobab (voix)
- 1996 : Un rêve trop loin (To Brave Alaska) de Bruce Pittman : Bill
- 1998 : La Maison du clair de lune de Bill Corcoran. Adapté du roman de Mary Higgins Clark. Rôle du shérif
- 1999 : Destins de femmes (A Cooler Climate) de Susan Seidelman : Jack
- 2002 : Liaison scandaleuse (Wicked Minds) de Jason Hreno : Mason Pryce
- 2003 : Blue Murder
- 2004 : L'Étoile de Noël (Eve's Christmas) de Timothy Bond : William
- 2006 : Le Secret de Hidden Lake (The Secret of Hidden Lake) de Penelope Buitenhuis : Frank Dolan
- 2008 : Tornades sur New York (NYC : Tornado Terror) de Tibor Takács : Dr. Lars Liggerhorn
- 2009 : L'Aventure de Noël (Christmas Crash) de Terry Ingram : Nick Stanley